# Studio Fredman
Studio Fredman är en inspelningsstudio i Göteborg, Sverige, som 1990 startades och fortfarande drivs av producenten Fredrik Nordström. Många av Sveriges framgångsrika metalband har spelat in flera av sina album i Studio Fredman, bland andra In Flames, At The Gates, Hammerfall, Opeth, Dark Tranquillity, Soilwork, The Haunted och Arch Enemy, men även norska Dimmu Borgir, brittiska Bring me the Horizon och Panic! at the Disco från USA. Skivbolag som studion samarbetat med är bland andra Nuclear Blast, Century Media och Metal Blade Records.